# Nektar (dryck)
Nektar är en ojäst men jäsbar produkt som erhålls ur färsk eller kyld frisk och mogen frukt, antingen en enda sort eller en blandning av flera sorter. Nektar har den karaktäristiska färg, smak och arom som kännetecknar juicen hos den frukt den kommer från ren råsaft av bär och dylikt. Fruktnektar är enligt livsmedelslagstiftningen en fruktdryck med tillsatt vatten och sötningsmedel, det vill säga med lägre renhetskrav än juice. Minsta fruktinnehåll specificeras per frukt- eller bärsort och är 50 % för frukter vars juice är välsmakande som sådan och 25–40 % för övriga frukter.
Nektar kan också syfta på en dryck som konsumeras av gudarna enligt grekisk mytologi tillsammans med ambrosia, som är deras mat.